# Melapia electariella
Melapia electariella là một loài bướm đêm trong họ Noctuidae.